# Mitchell Pearce

a Compétitions nationales et continentales officielles uniquement.

b Matchs officiels uniquement.
Mitchell Pearce, né le 7 avril 1989 à Sydney (Australie), est un joueur australien de rugby à XIII au poste de demi de mêlée dans les années 2000 et 2010. Il fait ses débuts en National Rugby League en 2007 avec les Roosters de Sydney où il y devient rapidement titulaire. Il remporte le titre de NRL en 2013 avec James Maloney en charnière après avoir perdu une finale en 2010, et gagne le World Club Challenge en 2014. Après onze années aux Roosters, il rejoint en 2018 les Knights de Newcastle.
Ses performances en club l'amènent à régulièrement disputer le State of Origin avec la Nouvelle-Galles du Sud mais n'a jamais remporté de série. En revanche, il compte une victoire en City vs Country Origin en 2011 avec City.

## Biographie
Il est le fils de Wayne Pearce, ancien joueur de rugby XIII, international australien, ainsi que le neveu de Graham Pearce, ancien joueur de rugby à XIII.

## Palmarès
- Collectif :
  - Vainqueur du World Club Challenge : 2014 (Sydney Roosters).
  - Vainqueur de la National Rugby League : 2013 (Sydney Roosters).
  - Vainqueur du State of Origin : 2019 (Nouvelle-Galles du Sud).
- Collectif :
  - Finaliste de la Super League : 2023 (Dragons Catalans).
  - Vainqueur de la City vs Country Origin : 2011 (City).
  - Finaliste de la National Rugby League : 2010 (Sydney Roosters).

## Détails

### En club
| Saison | Club              | Compétition           | Matchs | Points | Essais | Buts | Drop |
| ------ | ----------------- | --------------------- | ------ | ------ | ------ | ---- | ---- |
| 2007   | Sydney Roosters   | National Rugby League | 16     | 8      | 2      | -    | -    |
| 2008   | Sydney Roosters   | National Rugby League | 25     | 29     | 7      | -    | 1    |
| 2009   | Sydney Roosters   | National Rugby League | 24     | 33     | 8      | -0   | 1    |
| 2010   | Sydney Roosters   | National Rugby League | 22     | 36     | 9      | -    | -    |
| 2012   | Sydney Roosters   | National Rugby League | 21     | 13     | 3      | -    | 1    |
| 2013   | Sydney Roosters   | National Rugby League | 22     | 40     | 10     | -    | -    |
| 2013   | Sydney Roosters   | National Rugby League | 26     | 20     | 5      | -    | -    |
| 2014   | Sydney Roosters   | National Rugby League | 26     | 36     | 9      | -    | -    |
| 2015   | Sydney Roosters   | National Rugby League | 21     | 4      | 1      | -    | -    |
| 2016   | Sydney Roosters   | National Rugby League | 12     | 4      | 1      | -    | -    |
| 2017   | Sydney Roosters   | National Rugby League | 23     | 31     | 7      | -    | 3    |
| 2018   | Newcastle Knights | National Rugby League | 15     | 10     | 2      | -    | 2    |
| 2019   | Newcastle Knights | National Rugby League | 23     | 33     | 8      | -    | 1    |
| 2020   | Newcastle Knights | National Rugby League | 21     | 9      | 2      | -    | 1    |
| 2021   | Newcastle Knights | National Rugby League | 12     | 13     | 3      | -    | 1    |
| 2022   | Dragons Catalans  | Super League          | 22     | 40     | 10     | -    | -    |
| 2022   | Dragons Catalans  | Coupe d'Angleterre    | 1      | -      | -      | -    | -    |